# Бикбау
Бикбау (баш. Бикбау) — село в Зианчуринском районе Башкортостана, входит в состав Бикбауского сельсовета.

## Население
| 1939 | 1959 | 1970 | 1979 | 1989 | 2002 | 2009 |
| ---- | ---- | ---- | ---- | ---- | ---- | ---- |
| 284  | ↗462 | ↘392 | ↘263 | ↘210 | ↗256 | ↘248 |
| 2010 |      |      |      |      |      |      |
| ↘199 |      |      |      |      |      |      |

Национальный состав
Согласно переписи 2002 года, преобладающая национальность — башкиры (100 %).

## История
Закон «О внесении изменений в административно-территориальное устройство Республики Башкортостан в связи с образованием, объединением, упразднением и изменением статуса населенных пунктов, переносом административных центров» от 20 июля 2005 года, N 211-з гласил: 

10. Перенести административные центры следующих сельсоветов:
5) Бикбауского сельсовета Зианчуринского района из села Бикбау в деревню Трушино;

## Географическое положение
Расстояние до:
- районного центра (Исянгулово): 17 км,
- центра сельсовета (Трушино): 4 км,
- ближайшей ж/д станции (Саракташ): 71 км.

## Известные уроженцы
- Альмухаметов, Рашит Валиахметович  (1934—2022) — педагог-методист, кандидат педагогических наук (1967), профессор (1988), заслуженный деятель науки РБ (1994), заслуженный учитель школы БАССР (1980), ректор Стерлитамакской государственной педагогической академии имени Зайнаб Биишевой (1976—1989), ректор Башкирского института повышения квалификации работников образования, с 1997 года — Академии повышения квалификации и профессиональной переподготовки работников образования (с 1989).